# Hypolaena pubescens
Hypolaena pubescens là một loài thực vật có hoa trong họ Restionaceae. Loài này được (R.Br.) Nees mô tả khoa học đầu tiên năm 1846.